# 賽馬會氣候變化博物館
賽馬會氣候變化博物館（英語：Jockey Club Museum of Climate Change，縮寫：MoCC）是香港沙田馬料水的一所氣候博物馆，為全球首間以氣候變化為主題的博物館。博物館初期由香港中文大學轄下的賽馬會地球保源行動所籌辦，香港賽馬會慈善信託基金捐款設立。博物館位於香港中文大學康本國際學術園8樓，於2013年12月16日開幕。
博物馆馆内藏有大量李樂詩從世界各地收集珍藏，设有介紹極地氣候及環境保護科技等常设展览，並不定期設有專題展覽項目。博物館同時提供館外進行的生態導賞，向遊客實地介紹不同的環保設備及措施。

## 歷史

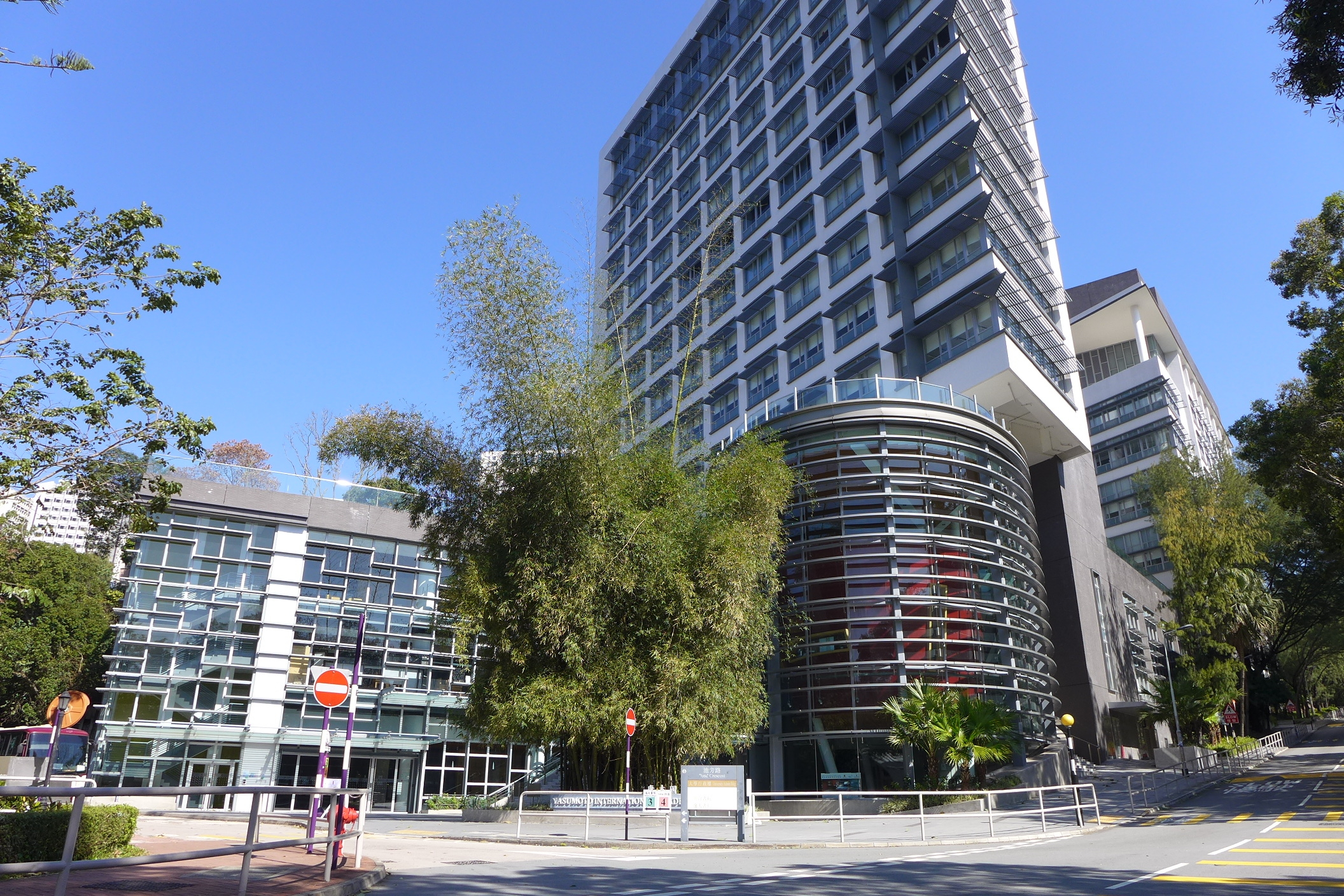
賽馬會氣候變化博物館設於康本國際學術園

賽馬會氣候變化博物館的歷史可以追溯到探險家李樂詩早於20世紀80年代開始關注氣候問題，她在1987年跟隨中華人民共和國政府的國家海洋局極地考察辦公室轄下考察隊到南極考察時，產生在香港設立極地博物館的想法，希望籍此向香港人介紹氣候問題的嚴重性，以及吸引青少年投身自然科學研究。李樂詩在1991年於南極遇險，更令她覺得此事刻不容緩，急需設立博物館整理資料給下一代。李樂詩及後在1997年創立極地博物館基金並擔任基金總監，並曾考慮工業大廈、新界小型屋宇及學校等作為博物館選址，然而均告失敗，並曾打算放棄計劃。
直至李樂詩在2010年於香港中文大學演講，當時作為聽眾的中大校長沈祖堯得知此事後予以支持，並成功邀請香港賽馬會慈善信託基金撥款設立博物館。中大為博物館選址康本國際學術園8樓，面積約800平方米。博物館採用了綠色建築模式建造，包括採用自然採光、遮陽隔熱裝置及節省電源設施等。合作計劃「賽馬會地球保源行動」於2012年6月1日正式開展，博物館並於翌年12月16日正式開幕，並冠上主要贊助機構香港賽馬會的名稱，全名為「賽馬會氣候變化博物館」。
博物館開幕時，李樂詩表示博物館可以宣傳氣候保育，以及培養新的科研人才。沈祖堯則渴望博物館可以為大眾提供氣候變化資訊及推動香港的可持續發展。時任香港政府環境局副局長陸恭蕙認為環境局及大學可以透過博物館加強合作，促進香港環境保護事務發展。
合作計劃「賽馬會地球保源行動」在2016年完成後，賽馬會再於2017年撥款推行「賽馬會中大氣候行動」三年計劃支持博物館的運作及發展。

## 常設展覽

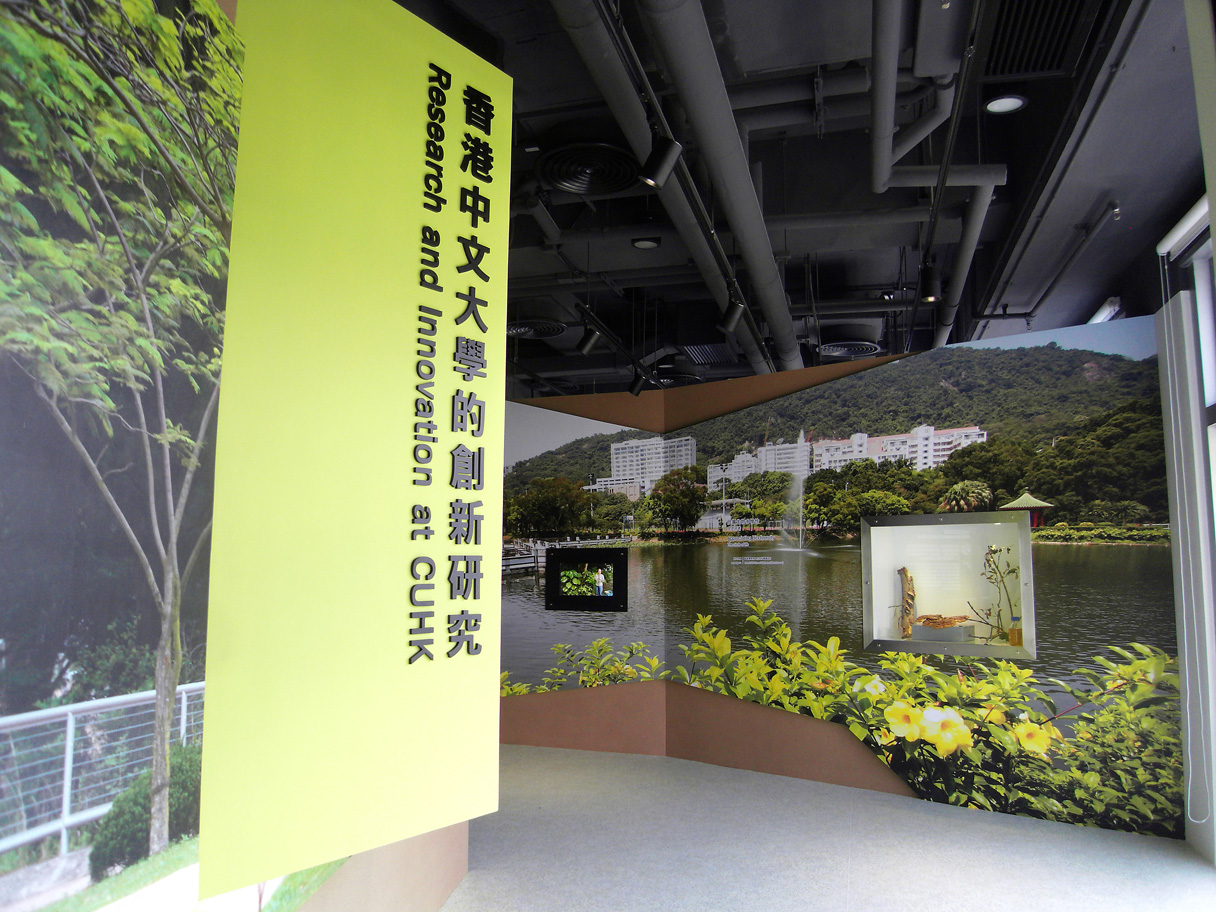
中文大學的創新研究為常設展覽廳之一

博物館位於香港中文大學康本國際學術園，鄰近馬料水交通枢纽大學站。而中文大學馬料水校園本身亦靠山面海，有豐富的生物多樣性，適合以博物館為基地舉辦生態活動。
博物館設有四個常設展覽廳，連同專題展覽部分共佔地約800平方米。四個展區分別為「極地廊」、「衛星遙感及環境監測」、「香港中文大學的創新研究」及「香港賽馬會環保天地」。博物館安置超過100件與氣候變化或全球暖化有關的展品，包括動植物實物、複製品、標本、工具及各式影像等。展覽內包括李樂詩所拍攝逾四萬張照片及影片，當中有部分需負上危及性命的風險前往極地拍攝，成本也十分高昂。同時，博物館引入超過50台多媒體裝置，方便參觀者理解世界各地的氣候變化問題及研究成果。
同時，博物館就常設展覽設立網上虛擬導覽，讓公眾可以在互聯網上瀏覽博物館的資訊、展品及相關解說。

### 極地廊

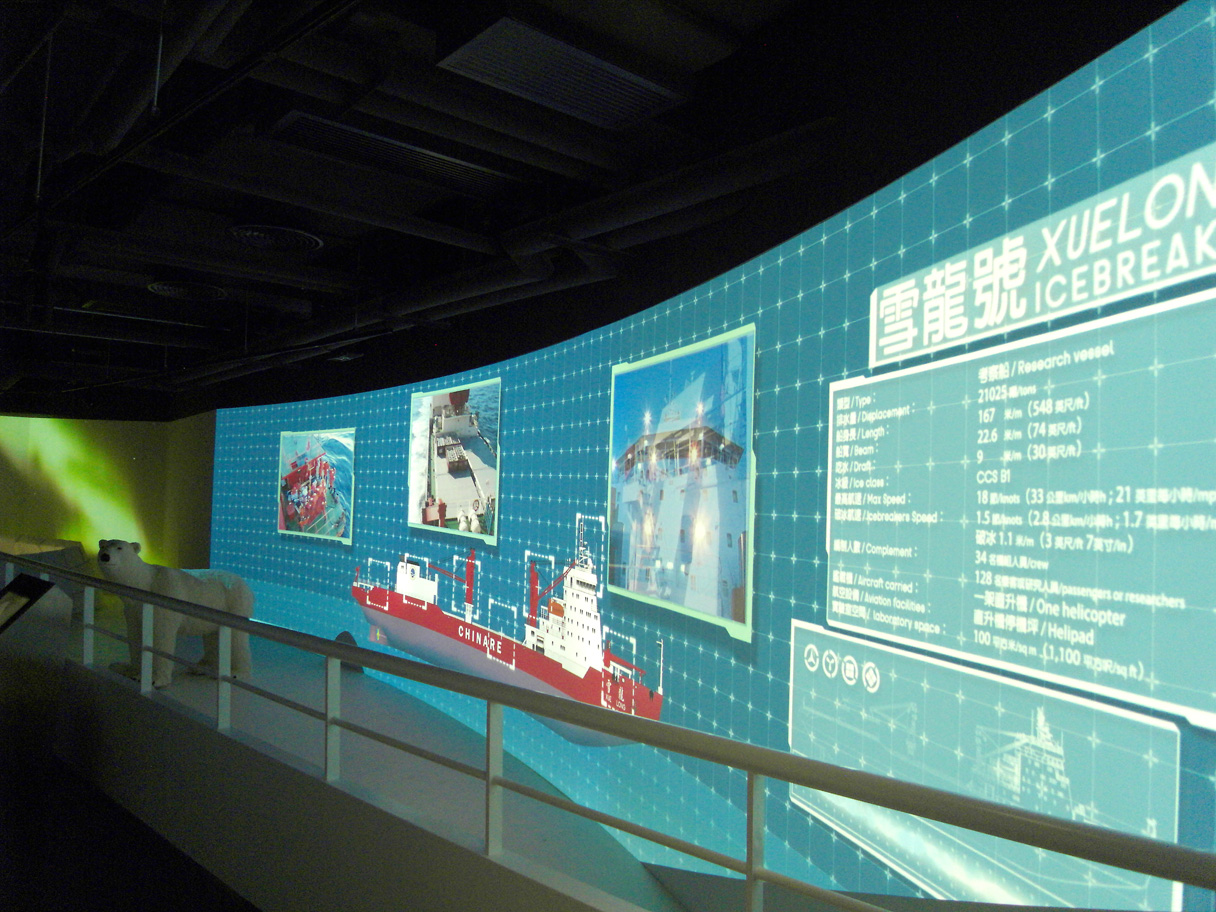
極地廊中的大型投影屏幕

極地廊展區場景設計為中國極地研究中心的破冰船雪龍號，同時展示雪龍號的模型以示展品的來源及它對中國極地科研的象徵意義。展區安裝了一個長13米的大型投影屏幕，配合甲版設計、空調模擬極地寒风效果、北極熊模型及冰川融化地面投影，讓參觀者猶如置身現場。屏幕主要播放雪龍號在2008年北冰洋考察時發現的氣候及生態轉變片段，包括北冰洋破紀錄高溫引致北極熊罕有地在船旁覓食，藉此讓參觀者了解氣候變化帶來的氣候及生態等環境問題。
展區展示李樂詩私人捐贈的展品，而展品大部分均從南極、北極及珠穆朗瑪峰蒐集。眾多的展品包括動植物化石和標本，例如南極的皇帝企鵝蛋、北極的海豹皮和珠峰的西藏菊石，以及極地考察所用到的工具及儀器。同時展區亦複製了一個李樂詩在南極科學考察站的房間，讓大家了解考察人員的生活實況，並同時展示一些極地考察的生活用品和紀念品。與此同時，展區設有戶外工作中的李樂詩一比一模型，展示極地考察人員的工作服飾。
中國極地研究中心向博物館贈送一塊在侵蝕作用下成風鈴石的巨型南極石作展覽之用。由於南極洲上的物件受南極條約體系規限而不可隨便帶走，所以李樂詩視這罕有的南極風鈴石為「鎮館之寶」。

### 衛星遙感及環境監測

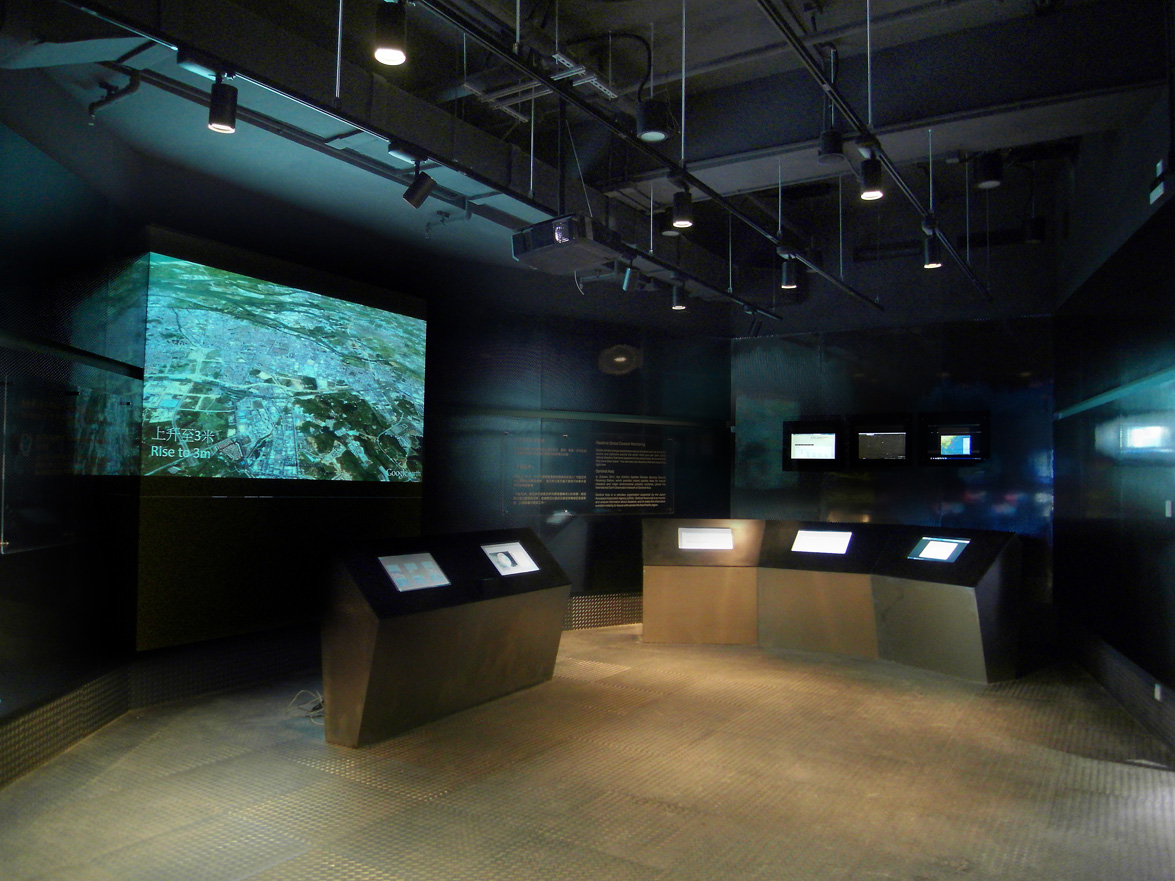
衛星遙感及環境監測展區

衛星遙感及環境監測展區場景設計為香港中文大學山頂的衛星遙感地面接收站控制室，目的是讓遊客可以模仿監測人員，觀察香港、華南地區及南中國海的各種氣象、海洋及地質變化等地理信息及衛星圖片，展示氣候變化對香港及鄰近地區的實際影響。這些資訊涉及地理信息科學在各環境保護領域的應用，包括空氣污染、海洋油外洩及虛擬地理環境等。

### 香港中文大學的創新研究
香港中文大學的創新研究展區主要展示中文大學為了針對氣候變化問題而在環境、能源及可持續發展等領域的創新研究成果。這個展區展示中大學者在自然科學、應用科學及社會科學等領域的科研項目。就環境科技方面，展區設有一個電子樹木鑑定系統等技術。能源技術方面，展區備有太陽能電池及以光觸媒氧化分解水製氢等技術原料及成品展覽。另外，展區亦有證明熱島效應存在的實驗模型，強調可持續城市設計和規劃的重要性。博物館希望參觀者在認識更多研究成品之外，亦可以使遊客略知科技的未來發展。

### 香港賽馬會環保天地

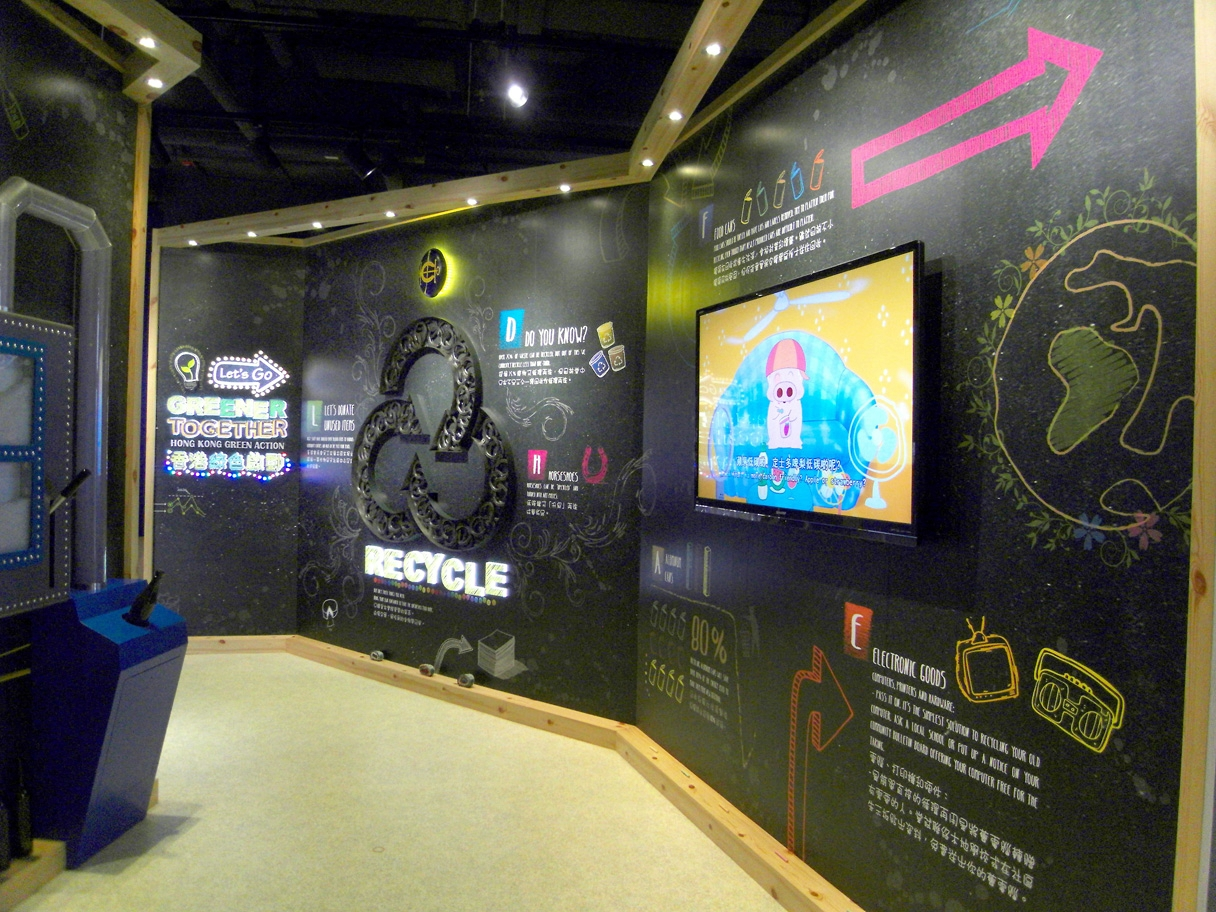
香港賽馬會環保天地

香港賽馬會環保天地展區內容為香港賽馬會參與的環保項目，以及其慈善信託基金的社區環保項目。賽馬會同時在此區與謝立文合作，以麥兜卡通推廣低碳生活。展區的目標是啟發參觀者開拓環保新思維，在社區發展環保項目。
展區亦安放了由賽馬會提供的多件廢棄馬蹄鐵再造而成的藝術品，以及一個模擬工場，介紹玻璃瓶循環再造成合成磚的過程。

## 專題展覽
博物館設有不定期的專題展覽，內容主要為氣候變化及環境的最新資訊，例如以氣候變化科學普及為目的的「氣候變化及其影響」、介紹22名澳洲氣候科學家關注事項的「關於氣候變化，我想說的是......」及結合藝術與科學展示冰川融化問題的「冰消瓦解」等。

## 社會參與
博物館在成立初期屬於香港賽馬會社區捐助的參與計劃「賽馬會地球保源行動」的附屬部分，及後再獲賽馬會繼續資助新計劃「賽馬會中大氣候行動」，透過舉辦不同的公眾活動，讓參與人士了解氣候變化的潛在威脅，並轉化為針對氣候變化的新思維和實際行動，亦會招募學生推廣氣候行動。

### 生態行

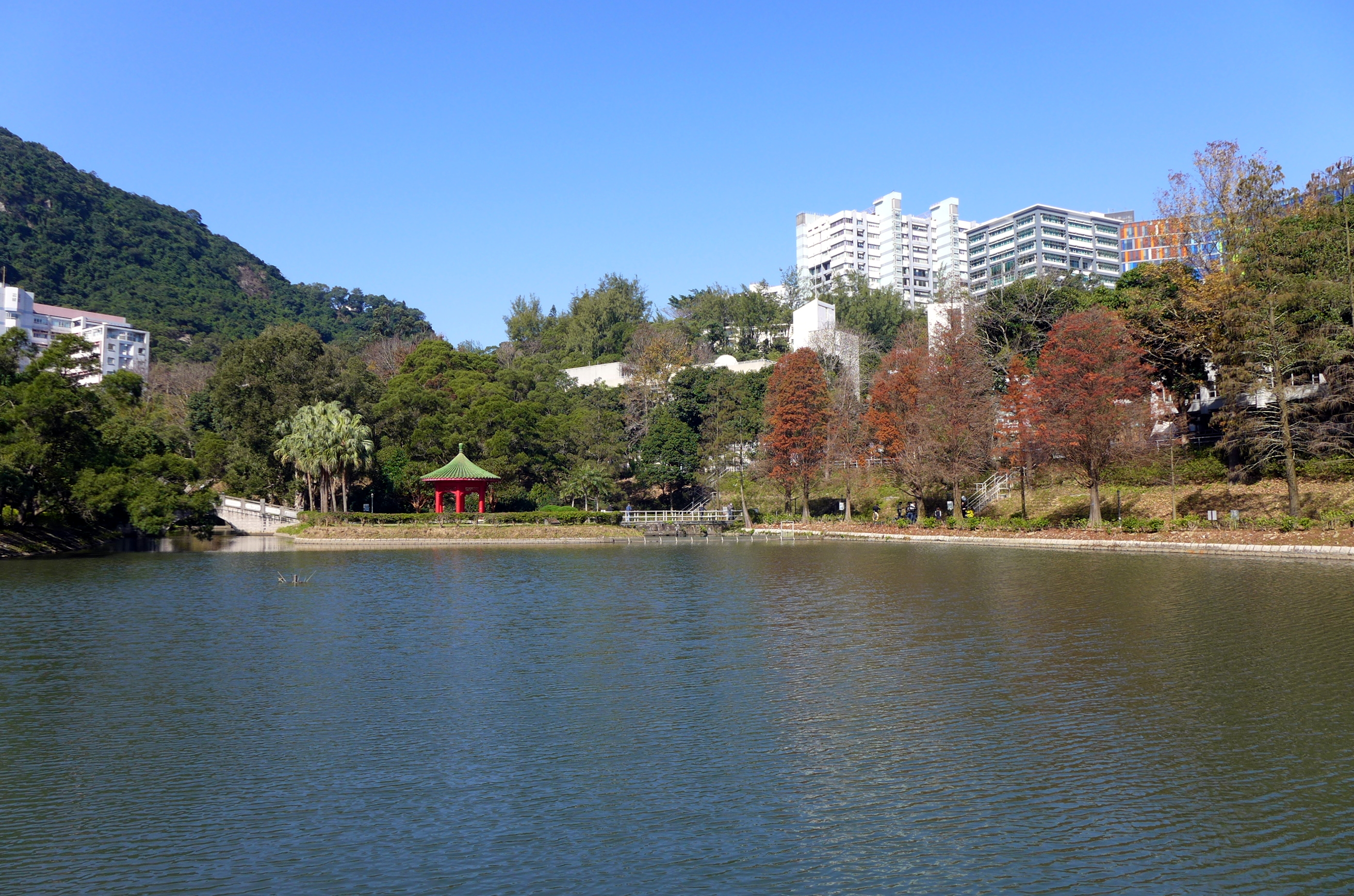
未圓湖為博物館生態行的其中一個停留點

博物館除了設有館內的導賞團外，亦設有連同博物館導賞團的生態行。每節生態行約兩至三小時，開放予公眾團體、學校及各個機構參加。生態行會在博物館以外參觀香港中文大學的生態景點及環保設施，包括未圓湖一帶的樹木研習徑、鄰近百萬大道的太陽能花園及再生園。透過介紹自然生態和設置環保設施的目的，宣傳可持續發展的重要性。由博物館開幕起，已經有不少學校、香港童軍總會等青少年組織及香港天文台和漁農自然護理署等政府機構參與博物館生態行。

### 社區教育
博物館每年舉辦多個升級再造工作坊，以及環保設施參觀活動，同時不定期舉辦環保論壇。這些活動均開放予公眾人士參與，鼓勵大眾積極參與綠色生活及保護環境。
博物館於2018年1月起將館內的館藏以多媒體互動組件包裝，按不同主題分批免費借予學校、社區中心或非牟利機構，深入淺出向公眾介紹氣候變化的資訊。網上的多媒體互動組件可讓參觀者模擬接觸和操控展品，從不同視角探索氣候變化對極地的影響。

### 學生導賞員
博物館招募及培訓香港中文大學學生成為導賞員，向遊客介紹博物館的展覽和協助延伸活動的舉行，包括博物館生態行及在館外舉辦論壇、展覽及工作坊等。同時，大學生導賞員亦會負責極地生態推廣，故此部分導賞員會有極地考察或科研經驗。中大學生參與博物館的實習生計劃會除了作為導賞員外，亦可以參與博物館的活動策劃及管理工作。

## 評價及影響

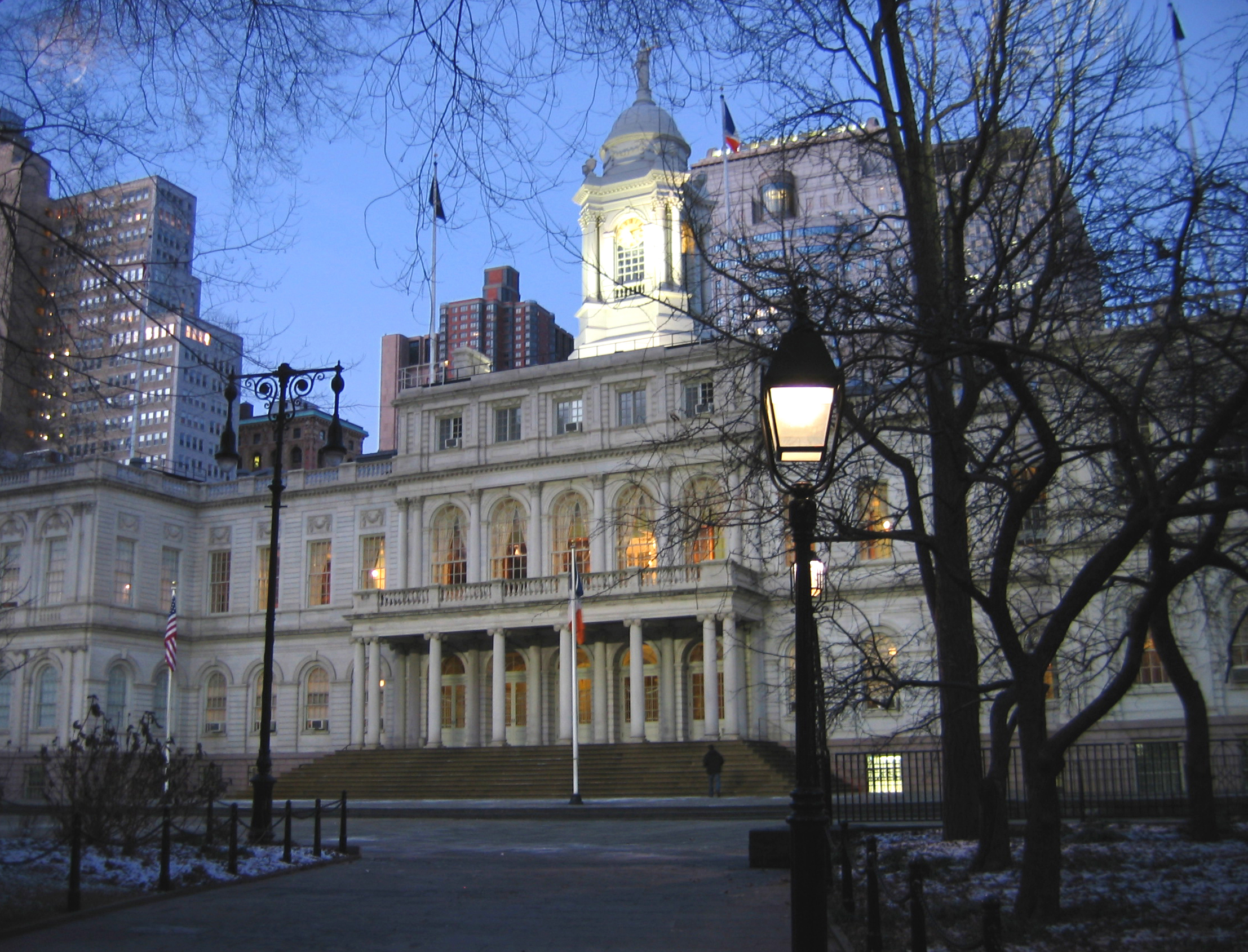
博物館為紐約市政府的參考對象

博物館作為全球首家以氣候變化博物館，吸引不少環保人士及學者慕名而來。
就本地的評價及影響而言，香港政府多個決策局均將博物館納入推介名單當中，例如環境局環保展覽中心名單和教育局其他學習經歷活動資料庫，甚至有不少香港旅遊公司都將博物館列入行程或推介項目當中。主要展品捐贈者李樂詩表示博物館可促進公眾負起上保護地球環境責任。環境局副局長陸恭蕙表示成立博物館可以分享氣候變化資訊和知識，環境局和中大可以加強合作，鼓勵公眾參與環保事務。全國人大常委范徐麗泰認為馬會與中大合作可將環保知識及研究成果以不同形式傳遞公眾，並配合政府政策幫助社會可持續發展。然而，環保人士龐一鳴認為館方過於強調中華人民共和國政府及雪龍號的事跡。
海外評價及影響方面，紐約市政府為了在曼哈頓建立一所新的氣候博物館，特意派出代表團前來香港參觀博物館，希望可以取得靈感。在紐約代表團總監米兰达·馬西在參觀博物館後，表示博物館懂得利用雪龍號等事物營造故事氣氛，有利向廣泛大眾講述氣候問題，互動內容十分值得借鑒，也沒有渲染中國民族主義。紐約代表團認為雙方在未來有不少合作機會，包括交換最新研究、技術和展品等，更邀請博物館委任一名代表加入紐約方面的新博物館諮詢委員會成員。不過，計劃總監楊詩詩坦然承認博物館主要針對香港人及鄰近地區遊客，與紐約市政府計劃的世界性博物館難以比較。

## 參觀信息
博物館除了週三及日、聖誕夜、農曆除夕及香港公眾假期為休館日外的所有工作天均會開放予遊客，時間為早上九時至下午五時半。另外，博物館如非惡劣天氣會在週末安排粤语公眾導賞團及生態行程，而團體則可直接預約任何博物館開放時段，更有包括粤语、普通话及英语等多項語言選擇。